# پارک ملی پشاو-خوسورتی
پارک ملی پشاو-خوسورتی (به لاتین: Pshav-Khevsureti National Park) یک پارک ملی در گرجستان است که در خوسورتی واقع شده‌است.